# Nakajima J9Y

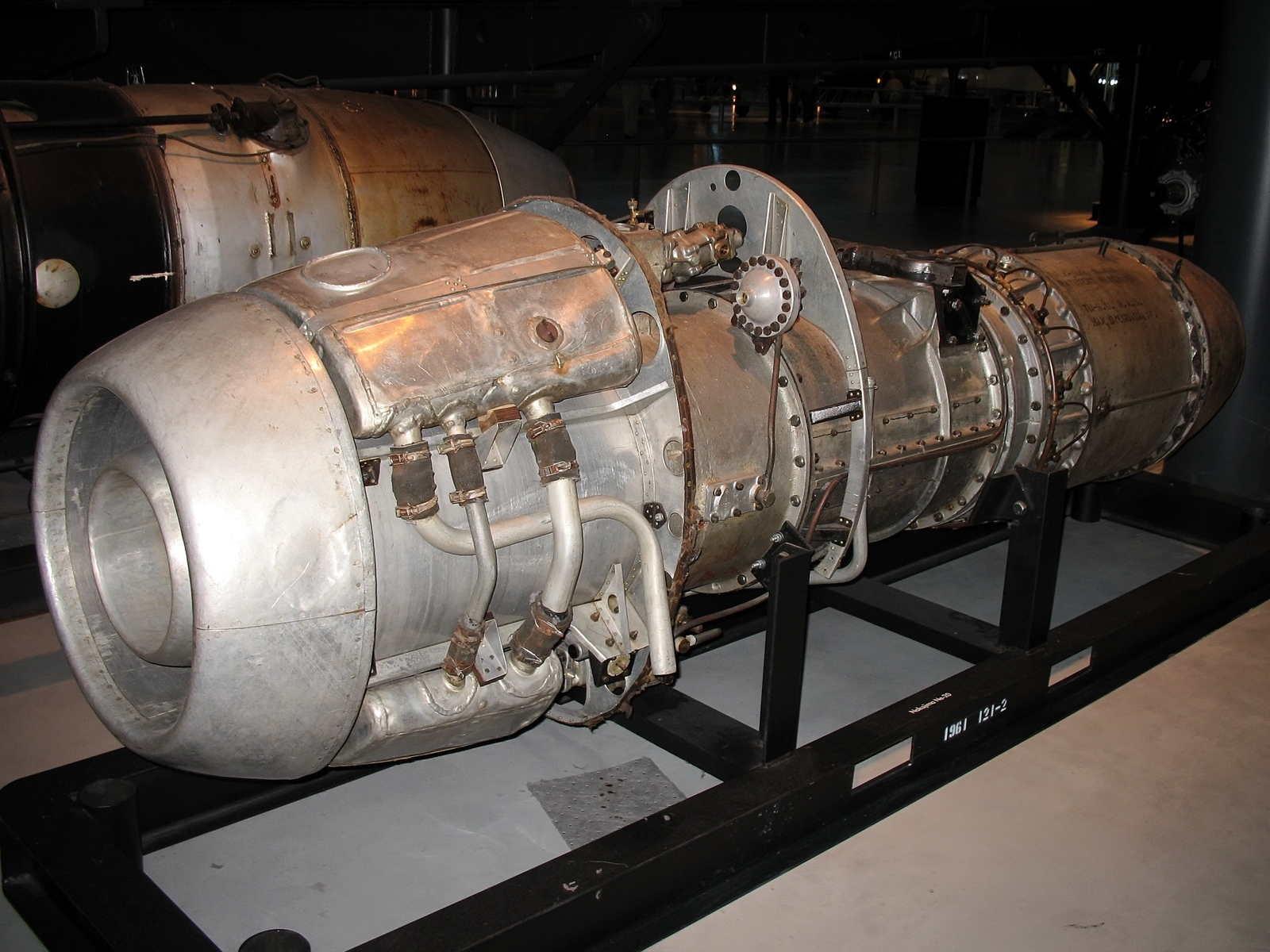
Turborreactor Ishikawajima Ne-20.

El Nakajima Kikka (中島 橘花 "azahar"?) fue el primer avión de reacción japonés de combate. 

## Descripción
Se trataba originalmente de un prototipo de bombardero desarrollado en las postrimerías de la Segunda Guerra Mundial. Su diseño se basó en el del Messerschmitt Me 262, pero con tamaño un 20 % menor. Algunos elementos de diseño eran más convencionales que en su modelo, como unas alas sin la ligera flecha del alemán, o un timón recto, en lugar de triangular, pero el Kikka añadió la innovación de las alas plegables, para facilitar su entrada en túneles y cuevas y protegerlo así de bombardeos.
Pese a las similitudes, el Kikka no era la versión japonesa del Me 262, sino el Ki-201, también desarrollado por Nakajima, en esa ocasión con mucha menor participación de Yokosuka. Tampoco se trataba de una copia total, pues el aparato japonés era un 10% mayor que el alemán.
El Kikka tan solo realizó un breve vuelo de prueba sin retraer el tren de aterrizaje el 7 de agosto de 1945. Usando cohetes RATO para asistir el despegue en el segundo vuelo, cuatro días después, el incorrecto ángulo en que se encontraban imposibilitó la maniobra, y tras abortar el despegue el avión resultó dañado al salirse de la pista. Poco después finalizó la guerra, y se detuvo el desarrollo del aparato. Se construyeron dos prototipos, y entre 18 y 25 aparatos se encontraban en construcción en ese momento.

## Variantes
La Compañía aérea Nakajima desarrolló algunas variantes de este avión:

### Interceptor
Datos estimados sobre este desarrollo:
Valores propuestos: (equivalentes al Me 262 A-1a)
- Nakajima "Kikka" Turbojet Interceptor versión Básica
  - Longitud: 11,50 m
  - Envergadura: 13,70 m
  - Altura: 4,05 m
  - Superficie alar: 25 m²
  - Peso: 7,000 kg
  - Peso vacío: 4,500 kg
  - Motor: 2 x Ishikawajima Ne-130 Turbojet, 908 kgf ( 8.90 kN) o Nakajima Ne-230 Turbojet, 885 kgf (8.68 kN)
  - Velocidad máxima: 852 km/h (Ne-130), 812 km/h (Ne-230)
  - Autonomía: 980 kilómetros
  - Techo de vuelo:  + 12,000 m
  - Tripulación: 1
  - Armamento: (solo variante interceptor)
    - 2 cañones automáticos Ho-155 de 30 mm y 2 cañones automáticos Ho-5 de 20 mm (para la Marina)

- - si es la versión regular, iguale al Nakajima Ki-201 "Karyuu" caza termorreactor, Interceptor del ejército.

#### Modificaciones de interceptor de motor
Solo hay información incompleta sobre esta variante. Se presentaron tres proyectos en el desarrollo para un interceptor Kikka en mayo de 1945. El primer y segundo proyecto eran esencialmente similares:
- Especificación
  - Tripulación: 1
  - Longitud: 9,25 m
  - Envergadura: 10 m
  - Altura: 3,05 m
  - Superficie alar: 13,21 m²
  - Peso
    - Totalmente cargado: 4.152 kg
    - Vacío: 3.920 kg

  - Motor: 2 x Turbojet Ishikawajima Ne20-Kai, 618 kgf (6.06 kN) con 2 x Cohetes Modelo 20 (empuje de 800 kg) para RATO
  - Armamento:2 cañones automáticos Tipo 5 30 mm y 2 cañones automáticos Ho-5 de 20 mm
  - Funcionamiento
  - Velocidad máxima: 700 km/h en altitud de 6.000 m
  - Autonomía máxima: 609 km en altitud de 6.000 m
  - Techo de vuelo: 12.100 m

El tercer proyecto tenía tapas modificadas y los datos de ala "ampliados" encima,:
- - Área alar: 14,52 m²
  - Velocidad máxima: 685 km/h en altitud de 6.000 m
  - Alcance máximo: 594 km en altitud de 6.000 m
  - Techo de vuelo: 12.300 m

### Modelo de Cazabombardero de motor jet
Datos estimados sobre este desarrollo:
Acontecimientos propuestos (equivalente Me 262 tipo de Caza/bombardero A-2a)
- Nakajima "Kikka" Turbojet versión de Caza/Bombardero

- - Longitud: 11.50 m
  - Palmo de Ala: 13.70 m
  - Altura: 4.05 m
  - Superficie alar: 25.0 m ²
  - Peso Total: 7,000 kilogramos
  - Peso vacío: 4,500 kilogramos
  - Motor: 2 x Ishikawajima Ne-130 Turbojet, 908 kgf (8.90 kN) o Nakajima Ne-230 *Turbojet, 885 kgf (8.68 kN)
  - Max Speed: 852 kilómetros/h (Ne-130), 812 kilómetros/h (Ne-230)
  - Gama: 980 kilómetros
  - Techo de vuelo: 12,000 + m
  - Tripulación: 1
  - Armamento: (solo variante de caza bombardero*)
    - 2 cañones 30 mm x Ho-155-II, o 2 cañones 20 mm x Ho-5 (para Marina)

  - Bomba 500 kilogramos o bomba de 800 kilogramos

### Modelo de Entrenador de motor jet
Propusieron a una versión de entrenador de asiento en tándem equivalente al Me 262 entrenador de B-1a, llamado el Nakajima "Kikka" Entrenador Turbojet 
- Especificación
  - Tripulación: 2
  - Longitud: 9.25 m
  - Ala: 10.00 m
  - Altura: 3.05 m
  - Superficie alar: 13.21 m ²
  - Peso total: 4,009 kilogramos
  - Motor: 2 x Ishikawajima Ne20-kai Turbojet, 618 kgf (6.06 kN) con 2 cohetes Tipo 4 y Cohete Modelo 20 de 800 kilogramos cada uno
- Funcionamiento
  - Velocidad máxima: 722 kilómetros/h (Altitud: 6,000 m)
  - Alcance máximo: 667 kilómetros (Altitud: 6,000 m)

### Avión jet de ataque (Kamikaze)
Esto era un propuesto "el Proyecto de Ataque Especial" la existencia solo en la forma de plan como el Nakajima Kikka el Prototipo Turbojet el Atacante Especial (o el Tipo 20 Atacante Especial Kikka).
- Tripulación: 1
- Longitud: 9,25 m
- Envergadura: 10 m
- Altura: 3,05 m
- Superficie alar: 13,21 m²
- Peso total: 3.550 kg
- Peso vacío: 2.300 kg
- Motor: 2 x Ishikawajima Ne20 Turbojet, 475 kgf (4.66 kN) con 2 cohetes Tipo 4 y Cohete Modelo 20 de 800 kg cada uno
- Velocidad máxima: 677 km/h (Altitud: 6.000 m)
- Alcance máximo: 584 kilómetros (Altitud: 6.000 m)
- Techo de vuelo: 10.700 m
- Armamento: Bomba de 500 kg y de 250 kg o 2 x cañones automáticos de 20 mm

Había también una versión modificada del caza, para ser lanzado desde una catapulta de 200 m, el "Nakajima Kikka-kai el Prototipo Turbojet el Atacante Especial". Se distinguía por tener un peso proyectado total de 4.080 kg y una velocidad máxima de 687 km/h a una altitud de 6.000 m.

### Desarrollo relacionado
- Nakajima Ki-201

### Aviones comparables
- Messerschmitt Me 262
- Heinkel He 280
- Gloster Meteor
- Bell P-59A
- Sukhoi Su-9